# Glenn McDonald
Glenn Stuart McDonald (Kewanee, Illinois, 21 de marzo de 1952) es un exjugador y entrenador de baloncesto estadounidense que jugó 3 temporadas en la NBA, además de hacerlo en Suecia y Filipinas. Con 1,98 metros de altura, lo hacía en la posición de escolta.

## Trayectoria deportiva

### Universidad
Jugó durante tres temporadas con los 49ers de la Universidad Estatal de California, Long Beach, en las que promedió 8,7 puntos y 4,4 rebotes por partido.

### Profesional
Fue elegido en la decimoséptima posición del Draft de la NBA de 1974 por Boston Celtics, y también por los Memphis Tams en la cuarta ronda del draft de la ABA, eligiendo la primera opción. En su primera temporada, apenas jugó para darle minutos de descanso a Hondo Havlicek, promediando 2,7 puntos y 1,1 rebotes por partido.  Pero en la siguiente temporada, a pesar de desmpeñar el mismo rol, tuvo su momento de gloria en el famoso quinto encuentro de las Finales de la NBA ante Phoenix Suns. El partido acabó empatado, y se necesitaron tres prórrogas para determinar el ganador. En la tercera, con 3 de los titulares de los Celtics en el banquillo eliminados por faltas personales, el entrenador Tom Heinsohn se la jugó con McDonald en pista, anotando 6 puntos en el tiempo extra, incluida la última canasta que dejaba el marcador en 128-126. Los Celtics ganaron el sexto partido, proclamándose campeones de la NBA por decimotercera vez en su historia.
A pesar de aquella gesta, MCDonald fue cortado antes del comienzo de la temporada 1976-77, fichando como agente libre por Milwaukee Bucks, pero solo llegó a disputar 9 partidos antes de ser despedido. Decidió continuar su carrera en Suecia, jugando una temporada en el Alvik Stockholm, De allí se marchó a Filipinas, al U/Tex Wranglers, donde ejerció como jugador-entrenador durante una temporada.

### Entrenador
En 1991 regresó a su alma mater, la Universidad Estatal de California, Long Beach como entrenador, donde estuvo en el puesto durante 5 años. Posteriormente, fue asistente del equipo femenino de Los Angeles Sparks entre 2000 y 2003.

## Estadísticas de su carrera en la NBA

### Temporada regular
| Temporada | Edad | Equipo          | Liga | P   | TIT | MIN  | TC  | TCA | %TC  | 3P | 3PA | %3P | TL  | TLA | %TL  | R.OF. | R.DEF. | REB | ASIS | ROB | TAP | PER | FP  | PTS |
| 1974-75   | 22   | Boston Celtics  | NBA  | 62  |     | 6.4  | 1.1 | 2.9 | .385 |    |     |     | 0.5 | 0.6 | .757 | 0.3   | 0.8    | 1.1 | 0.4  | 0.1 | 0.1 |     | 0.9 | 2.7 |
| 1975-76   | 23   | Boston Celtics  | NBA  | 75  |     | 13.6 | 2.5 | 6.1 | .419 |    |     |     | 0.5 | 0.7 | .714 | 0.7   | 1.1    | 1.8 | 0.9  | 0.5 | 0.3 |     | 1.6 | 5.6 |
| 1976-77   | 24   | Milwaukee Bucks | NBA  | 9   |     | 8.8  | 0.9 | 3.8 | .235 |    |     |     | 0.3 | 0.4 | .750 | 0.9   | 0.4    | 1.3 | 0.8  | 0.4 | 0.0 |     | 1.2 | 2.1 |
| Total     |      |                 | NBA  | 146 |     | 10.2 | 1.8 | 4.6 | .400 |    |     |     | 0.5 | 0.7 | .732 | 0.6   | 0.2017 | 1.5 | 0.7  | 0.3 | 0.2 |     | 1.3 | 4.2 |

### Playoffs
| Temporada | Edad | Equipo         | Liga | P  | MIN | TCA | TC | 3PA | 3P | TLA | TL | R.OF. | REB | ASIS | ROB | TAP | PER | FP | PTS | %TC  | %3P | %FT  | MIN | PTS | REB | AST |
| 1974-75   | 22   | Boston Celtics | NBA  | 6  | 30  | 2   | 12 |     |    | 1   | 3  | 1     | 6   | 2    | 1   | 0   |     | 4  | 5   | .167 |     | .333 | 5.0 | 0.8 | 1.0 | 0.3 |
| 1975-76   | 23   | Boston Celtics | NBA  | 13 | 68  | 8   | 26 |     |    | 5   | 6  | 1     | 8   | 4    | 1   | 0   |     | 12 | 21  | .308 |     | .833 | 5.2 | 1.6 | 0.6 | 0.3 |
| Total     |      |                | NBA  | 19 | 98  | 10  | 38 |     |    | 6   | 9  | 2     | 14  | 6    | 2   | 0   |     | 16 | 26  | .263 |     | .667 | 5.2 | 1.4 | 0.7 | 0.3 |